# N.O.R.E.
Pour les articles homonymes, voir Nore (homonymie).
N.O.R.E., anciennement Noreaga, de son vrai nom Victor Santiago, né le 6 septembre 1976 à Queens, New York, est un rappeur et chef d'entreprise américain. Il est mieux connu comme membre du groupe de hip-hop Capone-N-Noreaga. Noreaga lance sa carrière en solo en 1997 avec un premier album, N.O.R.E., qui atteint le top 10 des classements musicaux. Il est suivi en 1999 par un deuxième album, Melvin Flynt - Da Hustler.
Il apparaît aussi dans le jeu vidéo Def Jam: Fight for NY.

## Biographie

### Débuts avec Capone (1995–1997)
D'un père portoricain et d'une mère afro-américaine, Victor « Noreaga » Santiago grandit dans la cité Lefrak City dans le Queens à New York. Cette cité connue pour sa pauvreté et sa violence du fait de la prolifération du crack dans les années 1980 voit Victor Santiago évoluer dans la délinquance comme tant d'autres adolescents. Il finit par être arrêté pour trafic d'armes et est envoyé en prison pour mineurs. Il y fait la connaissance de Kiam « Capone » Holley, originaire de Queensbridge, cité connue outre-mer pour les nombreux rappeurs qu'elle a abrités (Nas, Mobb Deep, Marley Marl...) et pour sa violence.
Ensemble, lui et Capone décident de se mettre à rapper sérieusement et créent le groupe Capone-N-Noreaga, ou encore C-N-N, en référence à la chaîne d'information américaine. Le premier album du groupe intitulé The War Report est publié le 17 juin 1997 et connaît un succès phénoménal pour un album de hip-hop underground. L'album atteint la 21e place du Billboard 200, et les singles Illegal Life, Closer, et T.O.N.Y. (Top of New York) atteignent tous les Hot RnB/Hip-Hop Singles and Tracks.

### Carrière solo (1997–2000)
Après la publication de The War Report avec Capone, Noreaga signe deux albums en solo au label Def Jam, avant de rejoindre l'équipe de Jay-Z au label Roc-A-Fella Records. Le 16 juin 1998, Noreaga publie son premier album solo, N.O.R.E., un acronyme pour Niggas on the Run Eating, une façon de rapper similaire mais sur des styles instrumentaux différents, d'un niveau inférieur à The War Report. À partir de ce moment son nouveau nom de scène est N.O.R.E. L'album, qui contient les singles classiques Banned from TV et Supa Thugs, fait participer Foxy Brown, Nas, Busta Rhymes, et Jay-Z. Il atteint la troisième place du Billboard 200 et la 19e place des classements musicaux canadiens. The Neptunes ont produit la chanson Superthug, qui atteint la 36e place du Billboard Hot 100 et la première des Hot Rap Tracks. Il s'agit de l'une des chansons les mieux accueillies des Neptunes en tant qu'équipe de production.
Le premier album de Noreaga est suivi le 24 août 1999 par son deuxième album, Melvin Flynt - Da Hustler, qui marque un retour aux sources avec des paroles plus gangsta avec les chansons Sometimes, Gangst'a Watch ou Blood Money pt. 3. Modérément accueilli, il atteint la neuvième place du Billboard 200, et est certifié disque d'or par la RIAA. Le single le mieux accueilli de l'album est Oh No, produit par The Neptunes, qui atteint la 49e place des Hot RnB/Hip-Hop Singles and Tracks. Capone, de son côté, est libéré de prison en 1999. Lui et Noreaga se lancent alors dans un nouvel album intitulé The Reunion, qui n'atteindra pas le succès attendu.

### Nouveau nom et reggaeton (2001–2007)
Noreaga continue sa carrière en solo. En 2001, N.O.R.E. travaille avec un célèbre producteur underground, J-Love, et sort la mixtape What What contenant des titres inédits avec en featuring Nas, Mobb Deep, et Tragedy Khadafi. Il publie, après quelques reports de date, son troisième album solo, God's Favorite, le 2 juillet 2002. L'album  atteint la troisième place du Billboard 200, et est plus tard certifié disque de platine. Il contient le single à succès Nothin', produit par The Neptunes, qui atteint la 10e place du Billboard Hot 100.
Après la publication de God's Favorite, N.O.R.E. change d'orientation musicale. Il se lance dans l'enregistrement de chansons en espagnol pour refléter ses racines porto-ricaines et dans le reggaeton. Le single reggaeton intitulé Oye Mi Canto, est publié en 2004 et devient un hit, classé 12e au Billboard Hot 100. La chanson devait originellement être incluse dans le prochain album de N.O.R.E. sous le titre One Fan a Day, mais l'album ne sera jamais publié. N.O.R.E. signe alors au label Roc la Familia, et publie un album reggaeton/hip-hop le 18 juillet 2006, intitulé N.O.R.E. y la Familia... Ya Tú Sabe, qui contient les singles Oye Mi Canto et Mas Maiz.
N.O.R.E. publie par la suite deux nouveaux albums solo. Son cinquième album, Noreality, est publié en 2007 et contient le single Set It Off, en featuring avec Swizz Beatz. N.O.R.E. publie son CD/DVD, Noreality, en septembre via une coentreprise avec son label Thugged Out Militainment et Babygrande Records. L'album fait participer Jadakiss, Three 6 Mafia, Kanye West, Pharrell, Prodigy de Mobb Deep, Bun B, Tru Life, David Banner, Kurupt et Capone. Swizz Beatz est parmi les producteurs. Le DVD, publié en édition limitée, se base sur la vie du rappeur.
L'autre soi-disant album, S.O.R.E., est publié en 2009. N.O.R.E. annonce ne rien à voir avec cet album et appelle son public à ne pas l'acheter,. L'album fait référence à son nom de scène et à son premier album. N.O.R.E. explique dans une vidéo ne pas avoir approuvé l'album. Par la suite, il explique travailler sur un nouvel album intitulé N.O.R.E. Pt. 2: Born Again.

### Student of the Game(2009–2013)
En 2009, N.O.R.E. collabore une nouvelle fois avec Capone pour la publication de leur troisième album Channel 10, qui atteint la 136e place du Billboard 200. En 2010, un quatrième album de Capone-N-Noreaga, The War Report 2, est publié. En juin 2011, son ami et rappeur Busta Rhymes, avec qui N.O.R.E. a collaboré dans le passé, annonce la signature de N.O.R.E. à son nouveau label Conglomerate Records.
Au début de 2013, Santiago explique avoir une nouvelle fois changé de nom pour P.A.P.I., un acronyme pour Power Always Proves Intelligence un changement partagé d'une manière mitigée par les fans. Lors d'un entretien avec MTV News, Victor explique : « Ma mère ne m'appelle même pas Victor, mon père ne m'a jamais appelé Victor, mes profs non plus ne m'appelaient jamais Victor… À Lefrak City et dans le Queens, je suis P.A.P.I., c'est même plus N.O.R.E.. » Le 16 avril 2013, il publie l'album Student of the Game, et annonce une suite à son album.

### Melvin Flynt II: Da Final Hustle(depuis 2013)
Le 27 septembre 2013, N.O.R.E. annonce son dernier album, Melvin Flynt II: Da Final Hustle, comme étant le dernier album de sa carrière, pour se concentrer sur sa carrière d'exécutif musical et de chef d'entreprise.

## Discographie

### Albums studio
- 1998 : N.O.R.E.
- 1999 : Melvin Flynt -- Da Hustler
- 2002 : God's Favorite
- 2007 : Noreality
- 2013 : Student of the Game
- 2018 : 5E

### Singles
- N.O.R.E. (1998)
- SuperThug (1998, #36 US)
- Blood Money, pt. 3 (1999)
- Nothin (2002)
- Grimey (2002)
- Oye Mi Canto (2006)
- Mas Maiz (2006)
- Bailar Conmigo (2006)
- Set It Off (2007)
- Throw Em' Under The Bus (2007)
- Cocaine on Steroids (2010)

### Mixtape
- What What

### Featurings
- Capone-N-Noreaga
- Belly (OST) : Movin' Out - Sometimes
- Big Punisher : Capital Punishment , You Came Up, Thug brovaz
- Fat Joe : Don Cartagena, Misery Needs Company
- A Tribe Called Quest : The Love Movement, Give Me
- Married to Marijuana
- Onyx
- Fast and Furious (OST) : Tudunn Tudunn Tudunn
- Ride: Music from Dimension (OST) : Bloody Money Pt. 2 (feat. Nas & Nature)
- The Firm (OST) : I'm Leaving
- Streets is Watching - Dj Clue : Thugs R Us
- Foxy Brown : 'Chyna Doll, Broken Silence, Run Yo Shit
- Cypress Hill : Skull & Bones, Rap SuperStar
- Cam'Ron : Confessions of Fire, Glory
- Project Pat : Ghetty Green, Represent It
- Screwball : Y2K, Take it There
- The Clipse : Grindin' (Remix)
- Prodigy : H.N.I.C
- Red Star Sounds Vol. 2 B-Sides
- Royal Flush : Ghetto Millionaire, What a Shame
- Tony Touch : Noreaga Freestyle
- Lumidee : Almost Famous, Crashin' a Party
- The Neptunes : The Neptunes Present... Clones, Put 'Em Up
- Shady Records Presents The Evil Genius DJ Green Lantern (Mixtape)
- Def Jamaica
- DJ Kay Slay : The Usual Suspect (Mixtape)
- Shawnna : Worth Tha Weight
- MSTRKRFT : Bounce
- Dry : Zoo York